# Simmermacher
Simmermacher ist ein alter Beruf des Handwerks. Der Simmermacher fertigt Mess- und andere Gefäße nach dem alten Hohlmaß Simmer an.
Im hessischen Raum z. B. entspricht ein Simmer 32 Litern. In Fränkisch-Crumbach wiederum betrug ein Simmer schwere Frucht 28,08 Liter. Dieses Maß variierte, wie viele Vorläufer des metrischen Systems, in verschiedenen Gegenden erheblich.
Der wahrscheinlich letzte Simmermacher Deutschlands hatte seine Werkstatt in Fränkisch-Crumbach. Im Groß-Umstädter Museum „Gruberhof“ ist ein kompletter Satz der von ihm hergestellten hölzernen Messgefäße für Getreide, Mehl und Zucker einschließlich der von ihm benutzten Werkzeuge und Arbeitsgeräte zu besichtigen.
Als Berufsbezeichnung ist der Simmermacher längst ausgestorben, als Nachname hat er aber immer noch Verbreitung.